# Franco Cristaldi
Franco Cristaldi (Turim na Itália em 1924 - Montecarlo, Mônaco em 1992) foi um produtor de cinema italiano.

## Biografia
Formado em Direito, ele fundou sua produtora de cinema em1946 e seu primeiro longa-metragem produzido foi "A Patrulha Perdida" em 1953.
Produziu filmes de grandes diretores como Francesco Rosi, Marco Bellocchio, Luchino Visconti, Mario Monicelli, Pietro Germi e Federico Fellini.
Ganhou três vezes o Leão de Ouro do Festival de Veneza e quatro Palma de Ouro no Festival de Cannes.
Foi casado por muitos anos com a atriz Claudia Cardinale.